# Campeonato Mundial de Handebol Feminino de 2015
O Campeonato Mundial de Handebol Feminino de 2015 (português brasileiro) ou Campeonato Mundial de Andebol Feminino de 2015 (português europeu) foi a 22ª edição do principal evento organizado pela Federação Internacional de Handebol (IHF) entre 5 e 20 de dezembro de 2015, na Dinamarca, que fora anunciada como sede a 27 de Janeiro de 2011.
Campeã mundial em 2013, a Seleção Brasileira  não conseguiu defender o título conquistado na Sérvia em dezembro de 2013 já que perdeu para a Romênia e foi eliminada nas oitavas de final.
Noruega e Países Baixos disputaram a grande final com vitória norueguesa por 31 a 23 que faturou o terceiro título mundial (havia sido campeã anteriormente em 1999 e 2011), a medalha de prata das holandesas é a primeira conquistada em Mundiais. A Romênia garantiu a medalha de bronze ao vencer a Polônia por 31 a 22.

## Sub-sedes
As cidades escolhidas como sub-sedes do torneio foram anunciadas em 7 de Junho de 2014. Herning irá sediar a final e as duas semifinais, além de dois jogos das quartas-de-final, e jogos da fase eliminatória de 16 das equipes do grupo da Dinamarca. Kolding será sede de dois jogos das quartas-de-finais, jogos da fase eliminatória de 16 e um grupo, enquanto Frederikshavn e Næstved sediarão jogos da fase eliminatória de 16 e um grupo cada.
| Herning                               | Kolding           |
| ------------------------------------- | ----------------- |
| Jyske Bank Boxen                      | Tre-For Arena     |
| Capacidade: 14,000                    | Capacidade: 3,200 |
|                                       |                   |
| Frederikshavn Herning Kolding Næstved |                   |
| Frederikshavn                         | Næstved           |
| Arena Nord                            | Næstved Arena     |
| capacidade: 2,500                     | Capacidade: 3,500 |
|                                       |                   |

## Equipes qualificadas
Um total de 24 seleções nacionais são esperadas para participar do torneio. Dinamarca por ser o país sede e o Brasil por ser o atual campeão classificaram-se previamente. As outras 22 vagas foram distribuídas da seguinte maneira:
Uma vaga para a melhor equipa da Oceania e uma para o Campeão europeu, 3 vagas para os melhores dos demais continentes e 11 vagas para a Europa através de play-offs.
| Competição                       | Época                                    | Vagas | Qualificação                                                                                  |
| -------------------------------- | ---------------------------------------- | ----- | --------------------------------------------------------------------------------------------- |
| Sede                             | 27 de Janeiro de 2011                    | 1     | Dinamarca                                                                                     |
| Campeonato Mundial de 2013       | 6–22 de Dezembro de 2013                 | 1     | Brasil                                                                                        |
| Campeonato Africano de 2014      | 16–25 de Janeiro de 2014                 | 3     | Angola · Argélia · Tunísia                                                                    |
| Campeonato Europeu de 2014       | 7–21 de Dezembro de 2014                 | 1     | Noruega                                                                                       |
| Campeonato Asiático de 2015      | 14–22 de Março de 2015                   | 3     | China · Coreia do Sul · Japão                                                                 |
| Qualificatória europeia          | 8 de Outubro de 2014-14 de Junho de 2015 | 9     | Espanha · França · Hungria · Montenegro · Países Baixos · Polónia · Rússia · Roménia · Suécia |
| Campeonato Pan-Americano de 2015 | 21–28 de Maio de 2015                    | 3     | Argentina · Cuba · Porto Rico                                                                 |
| Torneio Final de Qualificação    | 15-17 de Junho de 2015                   | 1     | Cazaquistão                                                                                   |
| Wild Card                        | Junho de 2015                            | 2     | Alemanha · Sérvia                                                                             |

## Fase final

### Esquema
|  | Oitavas de final | Oitavas de final | Oitavas de final |    |            | Quartas de final | Quartas de final | Quartas de final |  |    | Semifinais    | Semifinais | Semifinais |                     |                     | Final               | Final   | Final |
|  |                  |                  |                  |    |            |                  |                  |                  |  |    |               |            |            |                     |                     |                     |         |       |
|  | 1B               | Países Baixos    | 36               |    |            |                  |                  |                  |  |    |               |            |            |                     |                     |                     |         |       |
|  | 4A               | Sérvia           | 20               |    |            |                  |                  |                  |  |    |               |            |            |                     |                     |                     |         |       |
|  | 4A               | Sérvia           | 20               |    | 1B         | Países Baixos    | 28               |                  |  |    |               |            |            |                     |                     |                     |         |       |
|  |                  |                  |                  |    | 1B         | Países Baixos    | 28               |                  |  |    |               |            |            |                     |                     |                     |         |       |
|  |                  | 2C               | França           | 25 |            |                  |                  |                  |  |    |               |            |            |                     |                     |                     |         |       |
|  | 3D               | 2C               | França           | 25 | Espanha    | 21               |                  |                  |  |    |               |            |            |                     |                     |                     |         |       |
|  | 3D               |                  |                  |    | Espanha    | 21               |                  |                  |  |    |               |            |            |                     |                     |                     |         |       |
|  | 2C               | França           | 22               |    |            |                  |                  |                  |  |    |               |            |            |                     |                     |                     |         |       |
|  | 2C               | França           | 22               |    |            |                  |                  |                  |  | 1B | Países Baixos | 30         |            |                     |                     |                     |         |       |
|  |                  |                  |                  |    |            |                  |                  |                  |  | 1B | Países Baixos | 30         |            |                     |                     |                     |         |       |
|  |                  | 3B               | Polônia          | 25 |            |                  |                  |                  |  |    |               |            |            |                     |                     |                     |         |       |
|  | 3B               | 3B               | Polônia          | 25 | Polônia    | 24               |                  |                  |  |    |               |            |            |                     |                     |                     |         |       |
|  | 3B               |                  |                  |    | Polônia    | 24               |                  |                  |  |    |               |            |            |                     |                     |                     |         |       |
|  | 2A               | Hungria          | 23               |    |            |                  |                  |                  |  |    |               |            |            |                     |                     |                     |         |       |
|  | 2A               | Hungria          | 23               |    | 3B         | Polônia          | 21               |                  |  |    |               |            |            |                     |                     |                     |         |       |
|  |                  |                  |                  |    | 3B         | Polônia          | 21               |                  |  |    |               |            |            |                     |                     |                     |         |       |
|  |                  | 1D               | Rússia           | 20 |            |                  |                  |                  |  |    |               |            |            |                     |                     |                     |         |       |
|  | 1D               | 1D               | Rússia           | 20 | Rússia     | 30               |                  |                  |  |    |               |            |            |                     |                     |                     |         |       |
|  | 1D               |                  |                  |    | Rússia     | 30               |                  |                  |  |    |               |            |            |                     |                     |                     |         |       |
|  | 4C               | Coreia do Sul    | 25               |    |            |                  |                  |                  |  |    |               |            |            |                     |                     |                     |         |       |
|  | 4C               | Coreia do Sul    | 25               |    |            |                  |                  |                  |  |    |               |            |            |                     | 1B                  | Países Baixos       | 23      |       |
|  |                  |                  |                  |    |            |                  |                  |                  |  |    |               |            |            |                     | 1B                  | Países Baixos       | 23      |       |
|  |                  | 2D               | Noruega          | 31 |            |                  |                  |                  |  |    |               |            |            |                     |                     |                     |         |       |
|  | 3C               | 2D               | Noruega          | 31 | Alemanha   | 22               |                  |                  |  |    |               |            |            |                     |                     |                     |         |       |
|  | 3C               |                  |                  |    | Alemanha   | 22               |                  |                  |  |    |               |            |            |                     |                     |                     |         |       |
|  | 2D               | Noruega          | 28               |    |            |                  |                  |                  |  |    |               |            |            |                     |                     |                     |         |       |
|  | 2D               | Noruega          | 28               |    | 2D         | Noruega          | 26               |                  |  |    |               |            |            |                     |                     |                     |         |       |
|  |                  |                  |                  |    | 2D         | Noruega          | 26               |                  |  |    |               |            |            |                     |                     |                     |         |       |
|  |                  | 1A               | Montenegro       | 25 |            |                  |                  |                  |  |    |               |            |            |                     |                     |                     |         |       |
|  | 1A               | 1A               | Montenegro       | 25 | Montenegro | 38               |                  |                  |  |    |               |            |            |                     |                     |                     |         |       |
|  | 1A               |                  |                  |    | Montenegro | 38               |                  |                  |  |    |               |            |            |                     |                     |                     |         |       |
|  | 4B               | Angola           | 28               |    |            |                  |                  |                  |  |    |               |            |            |                     |                     |                     |         |       |
|  | 4B               | Angola           | 28               |    |            |                  |                  |                  |  | 2D | Noruega(pro)  | 35         |            |                     |                     |                     |         |       |
|  |                  |                  |                  |    |            |                  |                  |                  |  | 2D | Noruega(pro)  | 35         |            |                     |                     |                     |         |       |
|  |                  | 4D               | Romênia          | 33 |            |                  |                  |                  |  |    |               |            |            |                     |                     |                     |         |       |
|  | 3A               | 4D               | Romênia          | 33 | Dinamarca  | 26               |                  |                  |  |    |               |            |            |                     |                     |                     |         |       |
|  | 3A               |                  |                  |    | Dinamarca  | 26               |                  |                  |  |    |               |            |            |                     |                     |                     |         |       |
|  | 2B               | Suécia           | 19               |    |            |                  |                  |                  |  |    |               |            |            |                     |                     |                     |         |       |
|  | 2B               | Suécia           | 19               |    | 3A         | Dinamarca        | 30               |                  |  |    |               |            |            | Disputa pelo bronze | Disputa pelo bronze | Disputa pelo bronze |         |       |
|  |                  |                  |                  |    | 3A         | Dinamarca        | 30               |                  |  |    |               |            |            | Disputa pelo bronze | Disputa pelo bronze | Disputa pelo bronze |         |       |
|  |                  | 4D               | Romênia (pro)    | 31 |            |                  |                  |                  |  |    |               |            |            |                     |                     |                     |         |       |
|  | 1C               | 4D               | Romênia (pro)    | 31 | Brasil     | 22               |                  |                  |  |    |               |            | 3B         | Polônia             | 22                  |                     |         |       |
|  | 1C               |                  |                  |    | Brasil     | 22               |                  |                  |  |    |               |            | 3B         | Polônia             | 22                  |                     |         |       |
|  | 4D               | Romênia          | 25               |    |            |                  |                  |                  |  |    |               |            |            |                     |                     | 4D                  | Romênia | 31    |

### Chave do 5 lugar
|  | Quinto ao Oitavo colocado | Quinto ao Oitavo colocado |    |        | Quinto colocado | Quinto colocado |  |
|  |                           |                           |    |        |                 |                 |  |
|  |                           |                           |    |        |                 |                 |  |
|  | França                    | 25                        |    |        |                 |                 |  |
|  | Rússia                    | 31                        |    |        |                 |                 |  |
|  |                           |                           |    |        |                 |                 |  |
|  |                           |                           |    |        |                 |                 |  |
|  |                           |                           |    |        | Rússia          | 25              |  |
|  |                           | Dinamarca                 | 21 |        |                 |                 |  |
|  |                           |                           |    |        |                 |                 |  |
|  |                           |                           |    |        |                 |                 |  |
|  |                           |                           |    |        | Terceiro lugar  |                 |  |
|  |                           |                           |    |        |                 |                 |  |
|  | Montenegro                | 20                        |    | França | 34              |                 |  |
|  | Dinamarca                 | 28                        |    |        | Montenegro      | 23              |  |

### Oitavos-de-final
| Data           | Hora  | Partida       | Partida | Partida       | Resultado |
| -------------- | ----- | ------------- | ------- | ------------- | --------- |
| 13 de dezembro | 20:30 | Alemanha      | -       | Noruega       | 22-28     |
| 13 de dezembro | 20:30 | Brasil        | -       | Romênia       | 22-25     |
| 13 de dezembro | 20:45 | Dinamarca     | -       | Suécia        | 26-19     |
| 13 de dezembro | 20:45 | Países Baixos | -       | Sérvia        | 36-20     |
| 14 de dezembro | 17:45 | Espanha       | -       | França        | 21-22     |
| 14 de dezembro | 18:00 | Polônia       | -       | Hungria       | 24-23     |
| 14 de dezembro | 20:30 | Rússia        | -       | Coreia do Sul | 30-25     |
| 14 de dezembro | 20:45 | Montenegro    | -       | Angola        | 38-28     |

### Quartas-de-final
| Data           | Hora  | Partida       | Partida | Partida    | Resultado          |
| -------------- | ----- | ------------- | ------- | ---------- | ------------------ |
| 16 de dezembro | 17:45 | Países Baixos | -       | França     | 28-25              |
| 16 de dezembro | 18:00 | Polônia       | -       | Rússia     | 21-20              |
| 16 de dezembro | 20:30 | Noruega       | -       | Montenegro | 26-25              |
| 16 de dezembro | 20:45 | Dinamarca     | -       | Romênia    | 30-31 Pro. (27-27) |

### Semifinais
| Data           | Hora  | Partida       | Partida | Partida | Resultado |
| -------------- | ----- | ------------- | ------- | ------- | --------- |
| 18 de dezembro | 18:00 | Países Baixos | -       | Polônia | 30-25     |
| 18 de dezembro | 20:45 | Noruega       | -       | Romênia | 25-23     |

### Disputa do Bronze
| Data           | Hora  | Partida | Partida | Partida | Resultado |
| -------------- | ----- | ------- | ------- | ------- | --------- |
| 20 de dezembro | 14:45 | Polônia | -       | Romênia | 22-31     |

### Final
| Data           | Hora  | Partida       | Partida | Partida | Resultado |
| -------------- | ----- | ------------- | ------- | ------- | --------- |
| 20 de dezembro | 17:15 | Países Baixos | -       | Noruega | 23-31     |